# Lanfranco Palazzolo
Lanfranco Palazzolo (Roma, 7 dicembre 1965) è un giornalista e scrittore italiano.

## Biografia
Si laurea nel 1990 in scienze politiche. Inizia a collaborare nel 1991 con La Voce Repubblicana, dove rimarrà fino al 2012. Nel marzo del 1993 entra come collaboratore a Radio Radicale, dove diventa giornalista professionista nel 1997. In questa emittente ricopre l'incarico di membro del Comitato di Redazione dal 2005 al 2009. Dal 1998 fino al 2014 scrive per la pagina politica de Il Tempo di Roma. Dal 2005 al 2009 è collaboratore della pagina politica e culturale dell'agenzia di stampa Il Velino. È corrispondente di Radio Radicale alla Camera dei deputati e al Senato della Repubblica con la qualifica di vicecaporedattore e capo dei servizi parlamentari. Ha collaborato con il mensile Prima Comunicazione per un breve periodo e con il quotidiano Il Giornale.
Ha pubblicato 15 libri di attualità politica.

## Opere
- Leonardo Sciascia deputato radicale 1979-1983, Kaos edizioni, 2004, ISBN 88-7953-128-X
- Dossier BNL. Roma-Atlanta-Baghdad, Kaos edizioni, 2004, ISBN 88-7953-132-8
- Enzo Tortora per una giustizia giusta, Kaos edizioni, 2006, ISBN 88-7953-156-5
- Marco Pannella. A Sinistra del Pci, Kaos edizioni, 2007, ISBN 978-88-7953-175-7
- Marco Pannella. Contro i crimini di Regime, Kaos edizioni, 2007, ISBN 978-88-7953-179-5
- Kennedy Shock, Kaos edizioni, 2010, ISBN 978-88-7953-216-7
- Fumus Persecutionis. I verbali delle Giunte per le autorizzazioni e le immunità parlamentari (Camera e Senato, XVI legislatura), dove deputati e senatori si regalano autoassoluzioni e impunità, Kaos edizioni, 2011, ISBN 978-88-7953-228-0
- Allarme rosso. 5 anni di Governo Togliatti, Stampa Alternativa, 2011, ISBN 978-88-6222-181-8
- Il Compagno Napolitano. Idee e ideali di Giorgio Napolitano dirigente del Partito comunista italiano, Kaos edizioni, 2011, ISBN 978-88-7953-235-8
- E io non pago! Onorevoli che violano il codice della strada, Stampa Alternativa, 2012, ISBN 978-88-6222-291-4
- Il Parlamento inutile. Stupidario Parlamentare, Il Borghese, 2013, ISBN 978-88-7557-408-6
- Marco Pannella. La rosa nel pugno. Scritti e discorsi 1959-2015, Kaos Edizioni, 2016, ISBN 978-88-7953-296-9
- Edoardo Sanguineti. Il poeta dell'avanguardia, Historica, 2018, ISBN 8833370100
- L'incongrua memoria. Commemorazione di Dittatori in Parlamento, Nuova Palomar, 2020, ISBN 88-99601-42-9
- Il Parlamento contro Pasolini. Ostilità in forma di prosa verso PPP (1959-1976), Nuova Palomar, 2025, ISBN 978-8899601911

## Contributi in altri saggi
Intervista a Gianpiero Gamaleri: Media, a ciascuno il suo. Le mail di Obama. Il blog di Grillo. I tweet di Renzi. La tv di Berlusconi. di Gianpiero Gamaleri e Ester Gandini Gamaleri. Armando Editore, 2014, pagg. 23-31. ISBN 9788866777281

## Curiosità
Ha fatto una particina, il ragazzo che parla al telefono con gli occhiali da sole, nel film Desiderando Giulia (1986) diretto da Andrea Barzini, in una scena con l'attore Johan Leysen.
Viene citato come personaggio dallo scrittore inglese Tim Parks nel suo romanzo dal titolo A season with Verona, Vintage (2003) nel capitolo dal titolo Cd-Rom a pagina 346 come giornalista parlamentare di Radio Radicale.
Nel saggio dal titolo Parlamento sotterraneo, Rubbettino (2020) ISBN 978-88-498-6311-6, scritto dal giornalista Mario Nanni viene citato come giornalista parlamentare a pagina 59 e 168.
Appare come personaggio ne L'ultimo tram. Storie tragicomiche di un'Italia al capolinea (2022) ISBN 8831012959, a pagina 78 come "Lanfranco di Radio Radicale". Il libro è scritto dal giornalista parlamentare Fabio Salamida